# Дорр, Ханс
Ханс Дорр (нем. Hans Dorr; 7 апреля 1912 — 17 апреля 1945) — германский офицер войск СС времён Второй мировой войны, кавалер Рыцарского креста с Дубовыми листьями и Мечами. За время войны получил 16 ранений.

## Вторая мировая война
Участвовал в Польской кампании (1939) в составе полка «Германия» (командир взвода, унтерштурмфюрер). Награждён Железным крестом 2-й степени.
Во Французской кампании (1940) — командир роты (оберштурмфюрер), ранен, награждён Железным крестом 1-й степени.
С 22 июня 1941 года участвовал в войне Германии против СССР, командир мотоциклетной роты разведывательного батальона. Бои на Украине и на Дону. В августе 1941 года — Серебряный знак за ранения. С ноября 1941 года — командир батальона, гауптштурмфюрер. В декабре 1941 года награждён Золотым немецким крестом.
За бои на Северном Кавказе в сентябре 1942 года награждён Рыцарским крестом (в апреле 1942 года — Золотой знак за ранения и знак за пехотные атаки).
В ноябре 1943 года за бои в районе Харькова и Киева награждён Дубовыми листьями к Рыцарскому кресту (№ 327), произведён в звание штурмбаннфюрера.
В феврале 1944 года сражался в котле в районе Черкасс, в апреле 1944 года — в котле в районе Ковеля. В июле 1944 года награждён Мечами (№ 77) к Рыцарскому кресту с Дубовыми листьями. В августе 1944 года произведён в звание оберштурмбаннфюрера.
В апреле 1945 года в боях в Венгрии был ранен в 16-й раз, умер в госпитале 17 апреля 1945 года.